# Exeter Hall
L'Exeter Hall era un grande luogo di incontro pubblico sul lato nord dello Strand nel centro di Londra, di fronte all'Hotel Savoy. Dal 1831 al 1907 la Exeter Hall fu sede di molti grandi raduni di attivisti per varie cause, in particolare il movimento antischiavitù e l'incontro della Anti-Corn Law League nel 1846.

## Storia
Londra nel XIX secolo era la città più popolosa del mondo, eppure i suoi luoghi di incontro al chiuso erano inadeguati. Il più grande, la Sala dei Massoni, poteva ospitare solo circa 1600 persone, quindi un consorzio decise che era giunto il momento di costruire una sede più grande. L'Exeter Hall fu eretta tra il 1829 e il 1831 su progetto di John Peter Gandy, fratello del visionario architetto Joseph Michael Gandy. La sala fu costruita sul sito dell'Exeter Exchange, famoso per il suo serraglio di animali selvatici; prima dell'Exeter Change, come era noto, il sito era stato occupato fin dal XVI secolo dalla Exeter House, ex Burghley House e Cecil House, la residenza londinese dei Conti di Exeter.
La data di apertura ufficiale dell'Exeter Hall era il 29 marzo 1831. La facciata sullo Strand presentava un importante ingresso centrale incassato dietro uno schermo di colonne corinzie accoppiate incastonate in una facciata riservata in stile Tardo Georgiano sopra le vetrine dei negozi. L'auditorium più piccolo poteva contenere circa 1.000 persone, mentre quello principale oltre 4.000.
La Exeter Hall ha ospitato incontri religiosi e filantropici, tra cui quelli della British and Foreign Bible Society (fondata nel 1804), la Protestant Reformation Society (fondata nel 1827), la Protestant Association (rianimata nel 1835) e la Trinitarian Bible Society (fondata nel 1831). La Peace Society (fondata nel 1816) utilizzò la sala per tenere il suo incontro del ventesimo anniversario il 25 maggio 1836. Le riunioni della Anti-Slavery Society (fondata nel 1823) ebbero luogo lì, e tale era il significato di questi incontri politici che la locuzione Exeter Hall divenne una metonimia per la lobby abolizionista.
Tra gli eventi più importanti vi fu un'enorme riunione pubblica della durata di sette ore, organizzata dalla South Australia Company il 30 giugno 1834 per sostenere l'istituzione della libera colonia dell'Australia Meridionale. Il 10 maggio 1871, "una riunione a sostegno delle missioni estere della Chiesa libera di Scozia e della Chiesa presbiteriana d'Inghilterra" fu ospitata nella Exeter Hall. L'ex Luogotenente Governatore del Punjab nell'India britannica, Donald Friell McLeod, presiedette l'incontro, alla presenza di relatori come il Rev. H. L. Mackenzie, della Missione Swatow in Cina (ora traslitterata Shantou).
Oltre alla sua funzione primaria di luogo di incontro, la Exeter Hall fu anche la sede della YMCA (fondata nel 1844), una sala da concerto per la Sacred Harmonic Society nel 1834 e la sede dal 1848 al 1850 dei concerti del mercoledì. Hector Berlioz vi diresse concerti per la prima volta nel 1852 e poi di nuovo nel 1855.
La Exeter Hall fu venduta dalla YMCA al gruppo J. Lyons & Co., che ne assunse la proprietà il 27 luglio 1907. La Lyons la demolì e al suo posto costruì lo Strand Palace Hotel, inaugurato nel settembre 1909.

## Una descrizione contemporanea
Il testo che segue è del 1838:
La Sala dei Massoni può contenere 1600 persone, ma poiché già allora tale alloggio era del tutto insufficiente per il numero di coloro che desideravano partecipare alle riunioni, le donne furono escluse da quelle della Società Biblica; anche alla Chiesa Missionaria e ad altri anniversari popolari, la folla era travolgente. Questa situazione era particolarmente scomoda per il presidente e gli oratori; infatti, poiché la sala era sempre piena molto prima dell'ora di inizio dei lavori, e l'ingresso alla tribuna non era possibile se non attraverso il corpo della sala, la difficoltà di raggiungere la poltrona e i posti degli oratori era estrema.
Per questo motivo, intorno all'anno 1828-1829, alcune persone influenti decisero di intraprendere un progetto per la costruzione di un immenso edificio, che avrebbe dovuto contenere una sala abbastanza grande da ospitare qualsiasi riunione, anche se numerosa, con una sala più piccola per un pubblico meno numeroso e una serie di sale per i comitati e gli uffici, da occupare dalle diverse società, allora affollate nell'edificio. Al numero 32 di Sackville Street, Piccadilly, e in altri edifici privati.
Fu scelto il sito dello Exeter Change, nello Strand, in quanto centrale e conveniente, e la struttura, nota come Exeter Hall, fu completata nel 1831.

### L'edificio
È un grande edificio, ma dalla sua stretta facciata verso la Strand, è probabile che, a prima vista, deluda coloro che vengono a Londra con le loro idee del suo esterno formate da ciò che hanno sentito parlare delle sue dimensioni interne. Non ha quasi alcuna facciata visibile, ad eccezione di un alto ingresso, tra due bei pilastri corinzi; tanto che molte persone, che avevano intenzione di visitarlo, sono passate davanti al suo ingresso senza accorgersi che tutto l'edificio pubblico era vicino loro. In quelle ore in cui si sta riunendo o disperdendo una grande riunione, pochi possono confondere la Exeter Hall; la marea viva, che poi si riversa dentro o fuori dalle sue porte, è generalmente tale da impedire il libero passaggio dello Strand da quel lato; e altrettanto sorprendente è la fila delle carrozze, che si estende per tutta la strada antistante, fino all'ingresso laterale, quando si prevede lo scioglimento di una grande assemblea.

Il grande portone, nello Strand, conduce in un ampio spazio interno, da cui salgono due rampe di scale curve, una per lato, che si riuniscono in un'unica ampia rampa rettilinea che conduce alla grande sala, sotto la quale si apre un ampio passaggio. Questo si unisce, ad angolo retto, al passaggio proveniente dall'ingresso laterale, cosicché la pianta di questi passaggi assomiglia a una T maiuscola, con stanze che si aprono su ciascun lato della linea superiore.

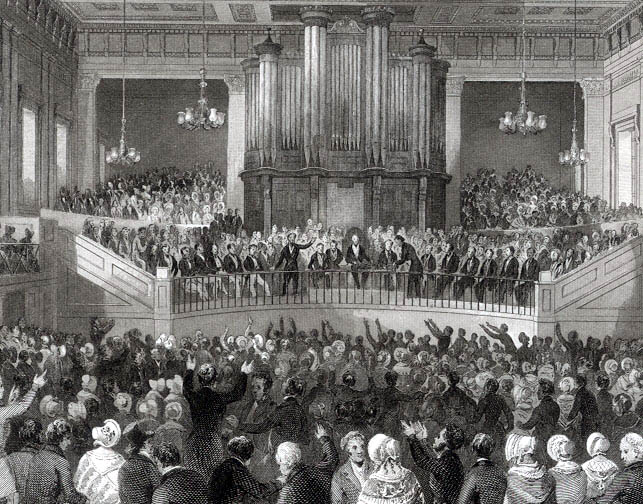
Riunione della Royal Humane Society nella Great Hall della Exeter Hall negli anni '40 del XIX secolo.

Al piano inferiore si trovano la sala più piccola (una sala che si dice possa contenere 1.000 persone, compresa la galleria), gli uffici della Reformation Society, quelli della Protestant Association, ecc. e una stanza ora chiamata Directors' Room, in cui si riuniscono i comitati, i cui uffici si trovano in zone lontane di Londra, per recarsi alla sala, quando vi tengono le loro riunioni pubbliche. Le scale posteriori, che portano ai sedili rialzati, alle gallerie e alla piattaforma della sala più grande, e anche la galleria che conduce agli uffici del primo piano, sono situate dietro le stanze n. 8 e 9, occupate dalla Reformation Society.
La grande sala della Exeter Hall è stata costruita per contenere 4.000 persone, con una splendida serie di sedili rialzati, a sinistra dell'ingresso principale, una spaziosa area di fronte ad essa e una piattaforma, che di per sé può ospitare 500 persone, a destra. Sul retro della piattaforma si trovavano in passato due gallerie incassate, come i palchi di un teatro, che venivano aperte o chiuse a piacere per mezzo di tavole mobili, che potevano essere messe da parte durante lo svolgimento della riunione. Ora sono completamente aperte. La pedana stessa è rialzata di circa sei piedi rispetto al pavimento dell'area o dei sedili centrali ed è rifinita davanti da una bella ringhiera di ferro; le barre grandi e ornamentali, poste a circa un piede l'una dall'altra, sono collegate in alto da uno spesso listello di mogano. Al centro della fila anteriore si trova la poltrona, la cui forma ricorda molto quella di Re Edoardo il Confessore, nell'Abbazia di Westminster. È di mogano splendidamente intagliato, con massicci gomiti aperti, ed è imbottita, nella seduta e nello schienale, di pelle viola. Le sue dimensioni sono molto grandi, e qualsiasi gentiluomo di piccola o anche moderata statura che possa presiedere, non potrà mai dire di riempirla. Pochissimi presidenti sembrano approfittarne; alcuni sembrano spaesati, altri non sanno come occuparla e dove sedersi, se all'indietro o in avanti, in piedi o sdraiati, a destra o a sinistra. Coloro che l'hanno vista occupata da Lord Winchelsea concorderanno sul fatto che pochi vi siedono con maggiore dignità o con un aspetto più appropriato per se stessi.
A destra e a sinistra si trovano le comuni sedie di mogano per gli oratori, mentre dietro di esse ci sono file di panche con lo schienale alto, che si innalzano gradualmente l'una sull'altra e sono intersecate da due rampe di gradini che si estendono dalla fila anteriore fino agli ingressi sul retro. Agli angoli superiori si trovano delle scale coperte, comunicanti con questi ingressi, le cui sommità un tempo si univano alle gallerie affondate e spesso erano occupate da file di signore, più avventurose o meno puntuali delle altre. La piattaforma è nominalmente riservata ai gentiluomini, ma il sesso più curioso raramente non riesce ad accedervi, in numero limitato (o talvolta elevato).
La pianta originale della Exeter Hall si rivelò tuttavia insufficiente ad accogliere il pubblico straripante che vi si affollava; nel 1834-5 fu eretta una grande e pesante galleria sul retro dei posti a sedere rialzati, sostenuta dai quattro massicci pilastri che si trovano vicino all'imboccatura delle scale superiori. Nel 1836-7, i lati anteriori della piattaforma furono estesi in avanti, trasformandosi in gallerie che arrivano a metà dell'area, lungo le pareti; quella a sinistra della cattedra è solo una continuazione della piattaforma stessa, mentre quella a destra è recintata per le signore amiche dei presidenti e del comitato, e vi si accede da una piccola scala posteriore.

Con tutti questi ampliamenti, tuttavia, la Sala è ancora insufficiente per le folle che spesso vi accorrono, come è ben noto dalle udienze delle varie Società Missionarie e di altre società. Quando la sala è piena, la vista migliore si ha dalle profonde nicchie dietro la piattaforma. La scena visibile da lì è davvero magnifica. Sotto di voi c'è la piattaforma, inclinata verso il basso, che si estende a mezzaluna, con la sua folla, seduta o in piedi; al di là di essa c'è l'ampia superficie piana dell'area, con le panche vicine tutte occupate e i viali tra di esse occupati da sedie o da persone che hanno voglia di stare in piedi, per mancanza di spazio. Dietro di essa si trovano i sedili rialzati, che appaiono gradualmente uno dietro l'altro, e che sono pari alla metà dell'intera sala; tutti sono di nuovo completamente affollati, e i gradini che scendono tra le panche sono riempiti dalla folla in piedi. Sopra le loro teste, l'intera scena è coronata dalla galleria posteriore, a molti metri di altezza, dietro i drappeggi cremisi che si estendono tra i pilastri, anch'essa completamente piena. Chi vuole rendersi conto del detto “un mare di teste”, dovrebbe osservare questa vista della Exeter Hall, in qualche occasione popolare. Quando un'assemblea del genere si alza per pregare o lodare, all'inizio o alla fine di una riunione, lo spettacolo è ancora più stupendo; e il grado di sonorità che sono in grado di produrre, nel modo di applaudire o cantare, è quasi incredibile. Ci sono state occasioni in cui quell'immensa sala ha risuonato delle voci di coloro che erano riuniti tra le sue mura; e un secondo scroscio di acclamazioni, prima che l'eco del primo si fosse spento, ha provocato un frastuono che poche persone avrebbero potuto sopportare senza commuoversi.

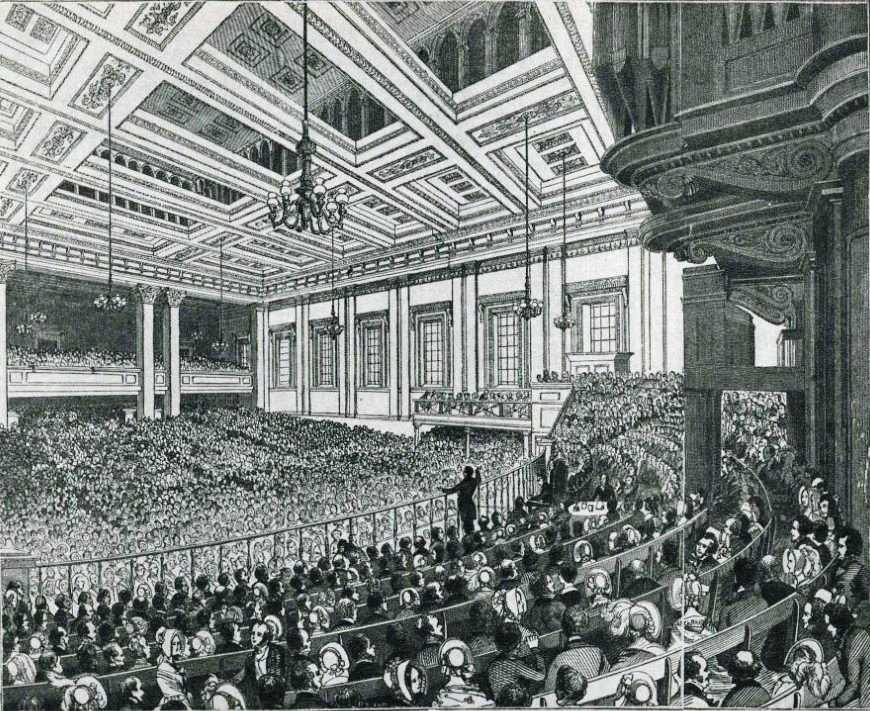
Riunione della Lega anti-corn law alla Exeter Hall nel 1846.

La Sala è illuminata da una serie di grandi finestre ad angolo quadrato lungo il lato sinistro, a un'altezza di quattordici o quindici piedi da terra, e anche da finestre scorrevoli nella parte superiore, che servono anche come ventilatori. Il tetto è molto alto e ben ornato, e al centro c'è un grande prospetto quadrato, attorno al quale sono collocate le finestre di ventilazione, che si aprono o si chiudono dalle porte esterne.
La Sala Inferiore non ha questo vantaggio ed è ventilata da finestre ordinarie, poste su ciascun lato della stanza; una fascia si apre sulla strada posteriore e l'altra sul passaggio principale dell'edificio. È simile alla sala più grande, tranne che per il fatto che non ha posti a sedere rialzati; e la galleria, la piattaforma, ecc. sono tutte in scala ridotta, adatte alle dimensioni dell'edificio.
Una galleria si estende intorno alla parte del primo piano non occupata dalla Sala Superiore, da cui si aprono gli uffici degli Ebrei (Un riferimento alla London Society for Promoting Christianity Amongst the Jews, una società missionaria ebraico-cristiana ora nota come Church's Ministry Among Jewish People o CMJ), dei Visitatori Distrettuali, degli Hiberniani, dei Missionari Europei e di altre società. Da lì partono le scale che portano alla galleria della Sala minore, ai sedili rialzati della Sala grande, alle porte laterali (sotto la piattaforma), alla piattaforma stessa e alle gallerie sommerse.
Queste numerose scale e passaggi rendono la parte posteriore dell'edificio alquanto intricata e gli stranieri si perdono continuamente tra di esse. Quando si tiene una grande riunione, i portieri, i poliziotti e altre persone sono appostati alle varie scale per ricevere i biglietti e indirizzare la folla verso le diverse destinazioni.
Nonostante ciò, spesso si crea confusione quando entrambe le sale sono occupate contemporaneamente, come accade costantemente nei primi giorni di maggio. Un altro inconveniente che si verifica in queste occasioni è che gli applausi del pubblico superiore e più numeroso sovente affogano le voci di coloro che si rivolgono a quello inferiore, che si trova immediatamente sotto il lato destro della sala grande. Se l'applauso sopra la testa non è molto forte, sembra provenire dalla sala inferiore, e molti oratori inesperti si sono fermati per chiedere ai loro uditori di smettere di applaudire, quando in realtà il rumore proveniva dall'alto e non aveva alcun riferimento a lui, ma era rivolto a qualche oratore sulle scale, che magari esprimeva opinioni diametralmente opposte alle sue...